# Northern blot

## Análise molecular por Northern Blot
Northern Blot é uma das principais técnicas em análise molecular, a qual consiste em medir o nível de expressão gênica em um RNAm específico e o quantificar. Essa técnica foi derivada do Sourthern Blot (DNA), o qual se difere pela utilização do DNA para análise. Uma variação do procedimento conhecida como Northern blot reverso era ocasionalmente usada. Nesse procedimento, o ácido nucléico (que era fixado à membrana) era uma coleção de fragmentos de DNA isolados, e a sonda era RNA extraído de um tecido e marcado radioativamente. Primeiramente, há duas razões principais para medir um RNAm: determinar quais tecidos expressam um gene em particular, explicando a possível indicação para a função fisiológica  da proteína codificada, a exemplo do gene ob (obeso), que pela descrição de sua expressão pode-se observar que o seu produto proteico (leptina) regula o tamanho dos depósitos de gorduras. E também, quais fatores regulam a expressão de um gene – sendo eles nutricionais, hormonais ou ambientais -. 

## Protocolos para o Northern Blot
O princípio básico do Northern Blot é a separação do RNA por seu tamanho e é detectado em uma membrana de nylon por sonda de hibridização que terá a sequência de bases complementar ao RNAm. Deve-se ressaltar que, apesar do termo “Northern Blotting” se aplicar rigorosamente para a transferência de um RNA por eletroforese em gel a uma membrana, o procedimento total é superficialmente referido por esse método.
Para realização da técnica é necessário seguir as oito etapas do processo corretamente. No primeiro passo, há a extração do RNA total de um tecido a partir do DNA coletado (amostra de estudo), logo, para ter-se a molécula de fita simples é preciso utilizar agentes caotrópicos – moléculas capazes de romper as ligações de hidrogênio entre as bases nitrogenadas em macromoléculas -, como o isotiocianato de guanidínio. Esses agentes desnaturam as proteínas (e RNAses), interrompem as células e tornam solúvel o RNA. 
Assim como em toda técnica bioquímica é requerido cuidados em sua execução, no Northern Blot há sua particularidade. A problemática particular desse método está com o potencial de degradação do RNA através das RNAses. Essas enzimas estão distribuídas amplamente nos tecidos e sua contaminação ambiental ocorre facilmente nos estágios de análise, principalmente pelos dedos. Para evitar essa contaminação, deve-se esterilizar por cozimento adequado os materiais metálicos, as vidrarias e soluções a serem utilizados nas etapas, usar luvas novas de látex sem talco e inibidores de RNAses, evitando assim, a perda ou a redução do RNA coletado. 
No segundo passo, há o isolamento do RNAm do RNA total, dando maior sensibilidade. Esse isolamento é necessário em razão de apenas alguns RNA do total são RNAm (sendo os RNAm que contém a sequência do gene-alvo que irá ser expressa, e desse modo ficará mais fácil sua visualização). Essa separação ocorre pela adição da cauda poli-A envolvendo uma coluna de oligonucleotídeos de timina (oligo-T), que posteriormente possibilitará a ligação da cauda poli-A ao RNAm; quando adicionada, inicia-se a síntese nas extremidades 3’ OH livre. Os oligo-T têm como função de primers, pois eles irão complementar as sequências da cauda poli-A e consequentemente, essas conseguirão ligar-se ao RNAm, possibilitando distingui-lo do RNA total.
No terceiro passo, o RNA extraído, seja o total ou o RNAm+poli-A selecionado, são separados de acordo com o seu tamanho molecular por eletroforese em gel de agarose. Utiliza-se o gel em agarose para macromoléculas. Em razão dos grupamentos fosfatos, o DNA quando em meio neutro ou básico possui carga negativa. Para o DNA adquirir essa carga, adiciona-se uma solução alcalina junto do gel de agarose, e em seguida, ocorre a indução de um campo elétrico com dois polos: um negativo e um positivo, dessa forma, a macromolécula migrará para o polo positivo (anôdo). A velocidade de migração e o poder de resolução do gel dependem do tamanho e forma da molécula – as maiores migram lentamente, enquanto as menores migram rapidamente -. Além disso, é obrigatoriamente implicada a utilização de agentes desnaturantes no gel, geralmente emprega-se o formaldeído, já que, esse reage covalentemente com os grupos amina de adenina, guanina e citosina, e assim, não ocorre o pareamento entre as bases.
No quarto passo, o blotting (borrão) na membrana de nylon ocorre. As membranas de nylon são utilizadas de preferência à de nitrocelulose por serem carregadas positivamente, aumentando a capacidade de ligação aos ácidos nucleicos e da sua maior robustez no manuseamento. Esse borrão pode ser a vácuo (transferência mais rápida e com maior reprodutibilidade) ou capilar (sem o uso de nenhum equipamento especial). Pelo arrasto que as macromoléculas fazem ao serem atraídas para o polo positivo, cria-se esse borrão e assim, fornece uma reflexão precisa na membrana com os RNAs separados no gel de agarose. Entretanto, como o gel é muito frágil para ser sondado diretamente e as sondas de hibridização não penetram diretamente nos géis, é necessário imobilizar o RNA.
No quinto passo, o RNA é imobilizado na membrana, seja assando no forno a temperaturas elevadas (95°C por minuto) ou por exposição UV leve. Essa imobilização irá resultar na ligação covalente do RNA para a membrana, a qual impedirá que o ácido nucleico seja lavado durante o processamento.
No sexto passo, a sonda de hibridização deve ser preparada. A hibridização de um ácido nucleico requer que a sonda tenha a complementaridade de sua sequência de RNAm alvo, ocorrendo o pareamento das bases com a sonda marcada por radioisótopo ou corante fluorescente. Há duas formas principais de hibridização: a por DNA complementar (cDNA) ou por oligonucleotídeos anti-sentido. A hibridização por cDNA tem suas vantagens por ser simples (necessitando o isolamento de plasmídeos para quantificação do gene específico) e ter seu tempo reduzido, por essas razões, é o método mais utilizado  no Northern Blot. Entretanto, o cDNA está mais propenso a ter discriminação por RNAses. 
No sétimo passo, a sonda hibridiza com a membrana de nylon, seguida pela pós-hibridização. Após a hibridização na membrana ter sido concluída, ocorre várias lavagens a rigor (feitas com solução tampão adstringente) para assegurar que a sonda está ligada especificamente ao RNAm alvo e que esteja ligada insignificantemente aos outros RNAm.
No oitavo passo, há a detecção da hibridização, observando se houve ou não a identificação do gene-alvo. Os sinais são então detectados, em maioria por filmes de raios X (por radioatividade ou quimiluminescência) e quantificados por densitometria, que é a medição da densidade óptica em chapas fotográficas. Essa quantificação é baseada em unidades arbitrárias e mudanças relativas entre grupos experimentais e de controle.
Deve-se pontuar que, a detecção das sondas ocorre com ou sem radioatividade. Com a radioatividade, utiliza-se a sonda marcada com o radioisótopo 32P ou com corantes fluorescentes, que ao receberem filmes de raios X, emitem radiação necessária para identificação do gene marcado. Sem a radioatividade, utiliza-se a quimiluminescência, que se baseia na degradação de substâncias químicas específicas, sendo seus substratos catalisados por fosfatase alcalina pela emissão de luz. Essas enzimas podem ser conjugadas a uma sonda ou serem marcadas por um ligante - o mais utilizado é a digoxigenina - que será localizada por seu anticorpo, ao qual está ligada à fosfatase alcalina.

## Técnica(s) similar(es)
O uso de microarranjos (do inglês microarray) de DNA, que começou a se espalhar no final da década de 1990 e no início da de 2000, utiliza técnica mais similar ao procedimento reverso, que envolve o uso de fragmentos de DNA isolados fixos a um substrato, e a hibridização com uma sonda feita de RNA celular. Então o procedimento reverso, apesar de originalmente incomum, possibilitou o estudo simultâneo da expressão gênica de vários genes, usando a análise do Northern melhorada para a determinação do perfil de expressão, no qual muitos (quase todos) dos genes em um organismo podem ter suas expressões monitoradas.

## Northern Blot para estudos nutricionais
Para aumentar a acessibilidade do Northern Blot com finalidade nutricional e fisiológica, está em crescimento a utilização do protocolo não radioativo. Ademais, há uma reflexão na ciência atual sobre as desvantagens dos radioisótopos, como a segurança em risco tanto do ambiente quanto a saúde do pesquisador, instabilidade nas sondas devido seu tempo de meia vida curto, e as dificuldades para eliminação dos resíduos sem haver contaminação externa. Por esses motivos mencionados, há uma crescente utilização da quimiluminescência no Northern Blot. 
Deve-se salientar que, essa técnica de análise molecular está amplamente sendo utilizada para identificação de genes específicos nas ciências nutricionais, com a finalidade de identificar os fatores da expressão gênica de determinadas doenças e também a especificidade tecidual de tal gene expresso, a exemplo como já mencionado anteriormente, o gene ob da obesidade. 